# Рыжесиденье
Рыжесиденье — деревня в Невельском районе Псковской области России. Входит в состав сельского поселения «Лёховская волость».
Находится в 2 верстах к североу от ближайшей крупной деревни Лёхово и примерно в 30 верстах к юго-востоку от города Невель.

## Население
Численность населения деревни на конец 2000 года составляла 12 жителей.